# تی‌سی اف
تی‌سی‌اف (انگلیسی: TCF) شرکت خدمات مالی آمریکایی است، که در سال ۱۹۱۷ تأسیس شد.